# صداع نصفي
الصداع النصفي أو الشقيقة أو الشَّقَأ (بالإنجليزية: Migraine) هو اضطراب عصبي مزمن يتميز بتكرر حالات معتدلة إلى شديدة من الصداع وكثيرًا ما يكون هذا بالاشتراك مع عدد من أعراض الجهاز العصبي اللاإرادي. التسمية الإنكليزية مشتقة من اللغة اليونانية (ἡμικρανία) وتعني الألم في جانب واحد من الرأس، والتي أصلها ἡμι- (هيمي-) وتعني نصف وκρανίον (كرانيون) وتعني جمجمة.
يتميز الصداع بحدوثه في جانب واحد (يؤثر على نصف الرأس) وبأنه نابض بطبيعته، ويستمر بين ساعتين إلى 72 ساعة. قد تشمل الأعراض المصاحبة له الغثيان والقيء ورهاب الضياء واحتداد السمع ورهاب الروائح. يتفاقم الألم بشكل عام عند ممارسة النشاط البدني. ويشعر حوالي ثلث الأشخاص الذين يعانون من الصداع النصفي بالأورة وهي اضطرابات عابرة بصرية أو حسية أو لغوية أو حركية تؤشر لقرب حدوث الصداع.
يُعتقد أن الصداع النصفي يحدث بسبب مزيج من العوامل البيئية والوراثية. وتحدث ثلثا الحالات بشكل عائلي. ومن الممكن أيضاً أن يلعب تبدل معدلات الهرمونات دوراً في حدوثه؛ يؤثر الصداع النصفي على عدد أكبر من الفتيان مقارنة بالفتيات قبل سن البلوغ، ولكنه يصيب الضعف إلى ثلاثة أضعاف عدد النساء مقابل الرجال. يتناقص الميل لحدوث الصداع النصفي عادة أثناء الحمل. الآليات الدقيقة لحدوث الصداع النصفي غير معروفة، ولكن من المعتقد أن يكون ناجماً عن اضطرابٍ وعائيٍ عصبي. ترتبط النظرية الأساسية لحدوثه بازدياد استثارة القشرة المخية وعدم السيطرة على الألم بشكل طبيعي في الخلايا العصبية في نوى عصب ثلاثي التوائم في جذع الدماغ.
العلاج الأولي الموصى به هو استعمال المسكنات البسيطة مثل إيبوبروفين وباراسيتامول للصداع ومضاد للقيء للغثيان وتجنب مثيرات الصداع. ويمكن استعمال مجموعات دوائية محددة مثل التريبتانات أو الأرغوتامين أو الباربيتورات للمرضى الذين لا تُعد المسكنات البسيطة فعالة لديهم. على الصعيد العالمي، يتأثر أكثر من 10٪ من الناس بالصداع النصفي في مرحلة ما من الحياة.

## العلامات والأعراض
يظهر الصداع النصفي عادة على شكل صداع شديد متكرر ذاتي التحديد مترافق بأعراض الجهاز العصبي الذاتي. ويعاني حوالي 15-30٪ من المصابين بالصداع النصفي من صداع نصفي ترافقه الأورة وكثيرًا ما يعاني المصابون بالصداع النصفي المترافق بالأورة أيضا من الصداع النصفي غير المترافق بالأورة. وتختلف شدة الألم ومدة الصداع وتواتر النوبات. ويطلق على نوبة الصداع النصفي التي تستمر لفترة أطول من 72 ساعة الحالة الشقيقية. هناك أربعة مراحل ممكنة لنوبة الصداع النصفي، ولكن قد لا تحدث كل هذه المراحل بالضرورة:
1. البادرة، التي تحدث قبل الصداع بساعات أو أيام.
2. الأورة، التي تسبق الصداع مباشرة.
3. مرحلة الألم، والتي تعرف أيضا باسم مرحلة الصداع.
4. المرحلة الخاتمة، وهي التأثيرات التي يشعر بها المصاب عقب انتهاء نوبة الصداع النصفي.

### مرحلة البادرة
البادرة أو الأعراض المنذرة تحدث عند 60% من المصابين بالصداع النصفي. وتبدأ قبل مدة تتراوح بين ساعتين إلى يومين من بدء الألم أو الأورة. هذه الأعراض قد تشمل مجموعة منوعة من الظواهر  وتضم:
- تبدل الحالة المزاجية
- التهيجية
- الاكتئاب أو النشوة
- الإعياء
- الرغبة بتناول أطعمة معينة
- تيبس عضلي (وخاصة في الرقبة)
- إمساك أو إسهال
- حساسية تجاه الروائح أو الضجيج.

وقد تحدث هذه المرحلة لدى المصابين بالصداع النصفي سواء أكان مترافقا أو غير مترافق مع الأورة.

### مرحلة الأورة
| تخيلات أشكال متعرجة كأنها أسوار بناء        | عتمة سلبية، فقدان الانتباه بالأشكال الموقعية |
| عتمة إيجابية، الإدراك الموقعي لهياكل إضافية | غالباً ما يكون فقدان الإدراك من جانب واحد     |

الأورة هي ظاهرة عصبية بؤرية عابرة قد تحدث قبل أو أثناء الصداع. تظهر تدريجيا على مدى عدة دقائق، وعادة تكون أقل من 60 دقيقة. قد تكون الأعراض المشاركة ذات طبيعة بصرية أو حسية أو حركية ويعاني الكثيرون بأكثر من نوع واحد منها. التأثيرات البصرية هي الأكثر شيوعا، وهي تحدث في ما يصل إلى 99٪ من الحالات ولا يرافق أكثر من نصف المصابين أي أعراض حسية أو حركية أخرى. وكثيرًا ما تتألف الاضطرابات البصرية من عتمة وامضة (مساحة من التغيير الجزئي في مجال الرؤية تبدو على شكل وميض وتعرقل قدرة المصاب على القراءة والقيادة). وتبدأ هذه التغيرات عادة بالقرب من مركز الرؤية لتنتشر بعد ذلك إلى الأطراف بشكل خطوط متعرجة توصف بأنها تبدو كحصون أو أسوار قلعة. وعادة ما تكون هذه الخطوط بالأبيض والأسود ولكن بعض الناس يرون خطوطا ملونة أيضا. يفقد بعض الناس جزء من مجال رؤيتهم وهو ما يعرف باسم العمى الشقي في حين يعاني البعض الآخر من آخرين تشوش الرؤية.
الأورة الحسيّة هي ثاني أكثر الأشكال شيوعا وتحدث لدى 30-40٪ من الناس الذين يصابون بالصداع النصفي المترافق بالأورة. كثيرًا ما يبدأ الشعور بوخز الدبابيس والإبر في جانب واحد من اليد والذراع وينتشر إلى منطقة الفم والأنف من نفس الجانب. ويحدث الخدر عادة بعد انتهاء الشعور بالوخز ويترافق بفقدان الإحساس بالموقف.
الأعراض الأخرى لمرحلة الأورة قد تشمل: اضطراب الكلام أو اللغة والدوار والمشاكل الحركية بدرجة أقل شيوعا. تشير الأعراض الحركية إلى أن الصداع النصفي من النوع المفلوج وغالبا ما يستمر الضعف الحركي لأكثر من ساعة واحدة خلافا لأشكال الأورة الأخرى. ونادرا ما تحدث الأورة دون أن يتبعها صداع، وهي ما يعرف باسم الصداع النصفي الصامت. وقد تحدث الهلوسة السمعية والهذيان أيضاً.

### مرحلة الألم
يتصف الصداع النصفي الكلاسيكي بأنه صداع نابض وحيد الجانب تتراوح شدته بين المعتدلة والشديدة. عادة ما يأتي تدريجيا  وتزداد شدته بفعل النشاط الجسدي. من الممكن أن يكون الألم ثنائي الجانب، ومن المألوف أن يترافق بألم العنق. ومن الشائع وجود الألم الثنائي الجانب بوجه خاص لدى الذين يعانون من الصداع النصفي غير المترافق بالأورة. وقد يحدث الألم بدرجة أقل شيوعا في الظهر أو قمة الرأس. يستمر الألم لمدة تتراوح بين 4 و72 ساعة لدى البالغين، ولكنه كثيرًا ما لا يستمر لأكثر من ساعة واحدة لدى الأطفال. يختلف معدل حدوث النوبات بين عدة مرات طيلة الحياة إلى عدة نوبات أسبوعيا، لكن معدل حدوثه عموما مرة في الشهر.
كثيرًا ما يقترن الألم بالتقيؤ والغثيان، الحساسية للضوء والحساسية تجاه الصوت والحساسية للروائح والتعب والتهيجية. في الصداع النصفي القاعدي، وهو الصداع النصفي ترافقه أعراض عصبية ذات صلة بجذع الدماغ أو أعراض عصبية على جانبي الجسم، الآثار الأكثر شيوعا تشمل: الشعور بدوران العالم والشعور بخفة الرأس والارتباك. يحدث الغثيان لدى ما يقرب من 90٪ من الناس، ويحدث القيء لدى حوالي الثلث. يسعى الكثير من المصابين للركون إلى غرفة مظلمة وهادئة. من الممكن أن تتضمن الأعراض الأخرى: تشوش الرؤية واحتقان الأنف والإسهال وكثرة التبول وشحوب وتعرق. من الممكن أن يحدث التورم أو المضض في فروة الرأس كما قد يحدث تصلب الرقبة. حدوث الأعراض المصاحبة أقل شيوعا لدى كبار السن.
نادرا ما تحدث الأورة دون صداع لاحق؛ وهذا ما يعرف باسم الصداع النصفي الصامت. ومع ذلك، فمن الصعب تقييم تواتر مثل هذه الحالات، لأن الناس الذين لا يعانون من أعراض حادة بما يكفي لتستوجب العلاج، قد لا يدركون أن أي شيء ما يحدث لهم، وقد يذهب دون تسجيل أي شيء.

### الأعراض النهائية
آثار الصداع النصفي قد تستمر لعدة أيام بعد انتهاء الصداع الرئيسي. يذكر الكثيرون شعورهم بالألم في المنطقة التي كانت متأثرة بالصداع النصفي، ويذكر البعض اضطراب التفكير لبضعة أيام بعد انتهاء الصداع. قد يشعر المريض بالتعب أو بأنه معلّق ويعاني من ألم في الرأس وصعوبات في الإدراك وأعراض هضمية وتغيرات في المزاج وضعف. ووفقا لأحد المنشورات العلمية: «يشعر بعض المصابين بانتعاش أو بهجة غير عادية بعد نوبة الصداع النصفي، في حين يذكر الآخرون شعورهم بالاكتئاب والتوعك.»  أما لبعض المرضى الآخرين فالأعراض تختلف بين مرة وأخرى.

## الأسباب
الأسباب الكامنة وراء الصداع النصفي غير معروفة. ولكن يعتقد أنها مزيج من العوامل البيئية والوراثية. وتظهر الحالة عائليا في نحو ثلثي الحالات ونادرا ما تحدث بسبب وجود خلل في جين واحد. وقد كان يعتقد أن الصداع النصفي شائع عند الأذكياء لكن هذه المعلومة غير صحيحة. هناك عدد من حالات الاضطرابات النفسية المرافقة للصداع النصفي تشمل: الاكتئاب والقلق واضطراب وجداني ثنائي القطب بالإضافة للصداع بالإضافة لاضطرابات بيولوجية أو عوامل أخرى.

### العوامل الوراثية
تشير الدراسات المجراة على التوائم إلى إمكانية وجود تأثير وراثي بمعدل 34 - 51٪ لإحداث الصداع النصفي. هذه العلاقة الوراثية أقوى في حالات الصداع النصفي المترافق مع الأورة مقارنة بالصداع النصفي غير المترافق بالأورة. وهناك عدد من المتغيرات المحددة للجينات تلعب دورا في زيادة إمكانية الإصابة بنسبة صغيرة إلى متوسطة.
الاضطرابات أحادية الجين التي تؤدي إلى الصداع النصفي نادرة. ويعرف أحدها باسم الصداع النصفي الفالجي العائلي، وهو نوع من الصداع النصفي المترافق بالأورة، والتي تورث كصفة وراثية سائدة. تشترك أربع جينات في الصداع النصفي الفالجي العائلي، منها ثلاثة تشارك في نقل الأيون. أما الرابع فهو بروتين محواري يساهم في معقد الإخراج الخلوي. هناك اضطراب جيني آخر يسبب الصداع النصفي هو متلازمة كاداسيل أو اعتلال الشرايين الدماغية الذاتي السائد مترافق مع احتشاءات تحت قشرية واعتلال بيضاء الدماغ.

### العوامل المطلقة
قد تنطلق نوبة الصداع النصفي بسبب وجود عوامل مطلقة، تذكر بعض الأبحاث أنها عوامل مؤثرة في عدد قليل من الحالات، في حين تذكر أبحاث أخرى أنها مؤثرة في عدد كبير من الحالات. وقد وصفت الكثير من العوامل بكونها عوامل مطلقة، ولكن قوة وأهمية هذه العوامل غير مؤكدة. قد يوجد العامل المطلق خلال فترة تصل إلى 24 ساعة قبل ظهور الأعراض.

#### الجوانب الفسيولوجية
العوامل المطلقة موضع البحث هي الإجهاد والجوع والتعب (والتي تساهم بقدر مساوٍ أيضا في إحداث صداع التوتر). غالبا ما تحدث حالات الصداع النصفي في الفترة ما قبل وبعد الحيض. التأثيرات الهرمونية الأخرى مثل بدء الإحاضة واستخدام وسائل منع الحمل عن طريق الفم والحمل وفترة ما حول سن اليأس وسن اليأس لها دور أيضا. ويبدو أن هذه التأثيرات الهرمونية تلعب دورا أكبر في الصداع النصفي غير المترافق بالأورة. وعادة لا يحدث الصداع النصفي أثناء الأثلوث الثاني والأثلوث الثالث من الحمل أو بعد انقطاع الطمث.

#### الجوانب الغذائية
وجدت الدراسات التي أجريت على العوامل الغذائية المطلقة أن الأدلة تعتمد في الغالب على الإبلاغ الذاتي وأنها ليست صارمة بما فيه الكفاية لإثبات أو دحض دور أي عوامل مطلقة خاصة. وفيما يتعلق بعوامل مطلقة محددة لا يبدو أن هناك أي دليل على تأثير التيرامين على الصداع النصفي. وعلى الرغم من أن غلوتامات أحادية الصوديوم (MSG) كثيرًا ما تصنف ضمن العوامل الغذائية المطلقة إلا أن الأدلة لا تدعم هذا الطرح.

#### الجوانب البيئية
يمكن اعتبار كل الأدلة التي تساق للدلالة على دور العوامل البيئية المطلقة المحتملة سواء أكانت من البيئة الداخلية أوالخارجية ضعيفة في مجملها، ولكن هذا لا يمنع ضرورة اتخاذ المصابين بالصداع النصفي لبعض التدابير الوقائية المتعلقة بنوعية الهواء في الأماكن المغلقة والإضاءة.

## الفسلجة المرضية

رسم متحرك يوضح الانضغاط اللحائي المنتشر

يعتقد أن حالات الصداع النصفي هي اضطراب وعائي عصبي مستندين لوجود الأدلة المؤيدة لآليات حدوثه التي تبدأ داخل الدماغ لتنتشر بعد ذلك إلى الأوعية الدموية. بعض الباحثين أن الآليات العصبية لها دور كبير، في حين يرى آخرون أن الأوعية الدموية تلعب الدور الرئيسي. أما آخرون غيرهم فيرون أن كلاً منهما مهم جداً. كما يعتقد أن المستويات العالية من الناقل العصبي السيروتونين، والمعروف أيضا باسم 5-هيدروكسي تريبتامين، له دور أيضا.

### الأورة
الانضغاط اللحائي المنتشر (أو الاكتئاب المنتشر بحسب أريستيدس لياو) هي دفعات من النشاط العصبي تليها فترة من الخمول، وتلاحظ لدى الأفراد المصابين بالصداع النصفي المترافق مع الأورة. هناك عدد من التفسيرات لحدوث هذه الظاهرة بما في ذلك تفعيل مستقبلات NMDA التي تسبب دخول الكالسيوم إلى الخلية. بعد هذه الموجة من النشاط ينخفض تدفق الدم إلى القشرة المخية في المنطقة المتأثرة لمدة 2 - 6 ساعات. ويعتقد أن الاستقطاب عندما ينتقل إلى الجانب السفلي من الدماغ يتسبب بتفعيل الأعصاب التي تستشعر الألم في الرأس والعنق.

### الالم
ما تزال الآلية الدقيقة لحدوث آلام الصداع خلال الصداع النصفي غير معروفة. وهناك بعض الأدلة التي تدعم وجود دور أساسي لأجزاء الجهاز العصبي المركزي (مثل جذع الدماغ والدماغ البيني) في حين تدعم أبحاث أخرى الدور الذي يلعبه التفعيل الطرفي (كدور الأعصاب الحسية التي تحيط بالأوعية الدموية في الرأس والرقبة).
تشمل الأوعية الدموية التي يمكن أن يكون لها دور في هذا الأمر: شرايين الأم الجافية وشرايين الأم الحنون والشرايين خارج القحف مثل شرايين فروة الرأس. ويعتقد أن دور توسع الشرايين خارج القحف واضح.

## التشخيص
يستند تشخيص الصداع النصفي إلى العلامات والأعراض. إن فحوصات تصوير الأعصاب غير ضرورية لتشخيص الصداع النصفي، لكنها تجرى أحيانا لاستبعاد الأسباب الأخرى للصداع. ويعتقد أن هناك عددا كبيرا من الأشخاص الذين يعانون من هذه الصداع النصفي ولا تشخص حالتهم.
يمكن وضع تشخيص الصداع النصفي غير المترافق بالأورة، وفقا لجمعية الصداع الدولية، استنادا إلى المعايير التالية، «المعايير 5، 4، 3، 2، 1»:
- خمس نوبات أو أكثر للصداع النصفي «المترافق مع» الأورة، يعد حدوث نوبتي صداع كافيا لتشخيص المرض.
- تستمر بين أربعة ساعات وثلاثة أيام
- اثنان أو أكثر مما يلي:
  - صداع في أحد جانبي الرأس (يؤثر على نصف الرأس)
  - صداع نابض
  - ألم معتدل أو شديد
  - تفاقم الصداع بسبب النشاط البدني الروتيني أو دفع المصاب إلى تجنبه
- واحد أو أكثر مما يلي:
  - الغثيان أو القيء
  - الحساسية لكل من الضوء (رهاب الضياء) والصوت (احتداد السمع) على حد سواء

إذا كان شخص ما يعاني من اثنين من العوامل التالية: رهاب الضوء والغثيان وعدم القدرة على العمل أو الدراسة ليوم واحد فمن المرجح أن يكون التشخيص إيجابيا، أما الذين يعانون من أربعة من أصل خمسة من العوامل التالية: الصداع النابض واستمرار الصداع لمدة 4-72 ساعة والألم على جانب واحد من الرأس والغثيان أو وجود الأعراض التي تتداخل مع حياة الشخص فإن احتمال أن يكون هذا صداع نصفيا تصل إلى 92٪. وينخفض الاحتمال لدى الذين يعانون من أقل من ثلاثة من هذه الأعراض إلى 17٪.

### التصنيف
أصدر أول تصنيف شامل للصداع النصفي في عام 1988. وفي عام 2004، أصدرت جمعية الصداع الدولية آخر تحديث لتصنيفها للصداع. ووفقا لهذا التصنيف تعد حالات الصداع النصفي حالات صداع أولية جنبا إلى جنب مع صداع التوتر والصداع العنقودي، إلى جانب أنواع أخرى.
ويقسم الصداع النصفي إلى سبعة أنواع فرعية (يضم بعضها مزيدا من التقسيمات الفرعية):
- الصداع النصفي غير المترافق بالأورة، أو «الصداع النصفي الشائع»، ويشمل أنواع الصداع النصفي التي لا تسبقها الأورة.
- الصداع النصفي المترافق مع الأورة أو «الصداع النصفي الكلاسيكي»، وهو عادة ما ينطوي على أنواع الصداع النصفي المصحوب بالأورة. وفي حالات أقل شيوعا، يمكن أن تحدث الأورة دون حدوث الصداع، أو مع صداع غير نصفي. هناك نوعان آخران هما الصداع النصفي الفالجي العائلي والصداع النصفي الفالجي الفرادي، حيث يعاني المصاب به من الصداع النصفي المترافق بالأورة وضعف حركي. إذا كان أحد الأقارب يعاني من نفس الحالة، أطلق عليها صفة «العائلية»، وإلا فهي «فرادية». هناك صنف آخر من الصداع النصفي هو الصداع النصفي القاعدي، حيث يرافق الصداع والأورة بالعسر التلفّظ أو دوران العالم أو رنين في الأذنين أو عدد من الأعراض الأخرى ذات الصلة بجذع الدماغ ولكن دون وجود ضعف حركي. كان يعتقد أن هذا النوع يحدث بسبب تشنجات الشريان القاعدي، وهو الشريان الذي يغذي جذع الدماغ.
- تشمل الأعراض الدورية لدى الأطفال والتي تعد عادة من مقدمات الصداع النصفي التقيؤ الدوري (فترات مكثفة من التقيؤ تحدث من حين لآخر) والشقيقة البطنية (ألم في البطن غالبا ما يترافق بغثيان) والدوار الانتيابي الحميد لدى الأطفال (نوبات دوار من حين لآخر).
- الشقيقة العينية وتشمل الصداع النصفي مصحوبا باضطرابات بصرية أو حتى عمى مؤقت في عين واحدة.
- يقصد بمضاعفات الصداع النصفي بأنه الصداع النصفي أو أشكال الأورة الطويلة بشكل غير عادي أو تلك التي تتكرر بشكل غير عادي أو الحالات التي ترتبط بالاختلاجات أو إصابة الدماغ.
- يقصد بالصداع النصفي المحتمل بأنه الحالات التي تتميز ببعض خصائص الصداع النصفي، ولكن دون وجود ما يكفي من الأدلة لتشخيص الصداع النصفي على وجه اليقين (بوجود إفراط في تناول الأدوية في نفس الوقت).
- الصداع النصفي المزمن هو أحد مضاعفات الصداع النصفي، وهو صداع مستوف للمعايير التشخيصية للصداع النصفي، ويحدث على فترات زمنية أطول، وعلى وجه التحديد، يحدث لمدة تفوق أو تعادل 15 يوما في الشهر لمدة أطول من 3 شهور.[65]

### الصداع النصفي البطنيّ
إن تشخيص الصداع النصفي البطني مثير للجدل.
إذ تشير بعض الأدلة إلى أن النوبات المتكررة لآلام البطّن التي لا يصاحبها صداع قد تكون نوعا من أنواع الصداع النصفي. أو أنها على الاقل بداية للصداع النصفي. قد تشبه هذه الآلام أو لا تشبه بوادر نوبة الصداع النصفي وعادة ما تستمر من عدة دقائق إلى ساعات. وغالبا ما يعاني الأشخاص الذين لديهم تاريخ شخصي أو عائلي للصداع النصفي النموذجي من هذه النوبات. وتتضمن بعض الأعراض الأخرى التي تعد من بوادر الشقيقة: متلازمة القيء الدوري ودوار الأطفال الانتيابي الحميد.

### التشخيص التفريقي
من بين الحالات الأخرى التي قد تتسبب بظهور أعراض شبيهة بأعراض الصداع النصفي: التهاب الشريان الصدغي والصداع العنقودي والزرق الحاد والتهاب السحايا ونزف تحت العنكبوتية. ويصيب التهاب الشريان الصدغي عادة الاشخاص الذين يتعدى عمرهم 50 سنة وهو يسبب مضضا في الصدغ، أما أعراض الصداع العنقودي فهي تظهر على شكل احتقان في جهة واحدة من الانف ونزول الدموع وألم حاد حول محجر العين، ويصاحب الزرق الحاد مشاكل في الرؤية، أما التهاب السحايا فتظهر معه الحمى، أما نزف تحت العنكبوتية فيبدأ بسرعة شديدة. ويصيب صداع التوتر جانبي الرأس عادة وهو غير حاد كما أنه أقل إحداثا للعجز.
أن المرضى الذين يعانون من صداع ثابت ويلبون معايير الصداع النصفي ينبغي أن لا يتعرضون لتصوير عصبي للكشف عن أمراض أخرى داخل الجمجمة. وهذا يتطلب التأكد من عدم وجود غيرها من الأمراض المتعلقة مثل وذمة حليمة العصب البصري. المرضى المصابون بالصداع النصفي ليسوا معرضين لزيادة احتمال وجود سبب آخر لصداع شديدة.

## الوقاية
تتضمن العلاجات الوقائية من الصداع النصفي: الأدوية والمكملات الغذائية وتغيير أسلوب الحياة والجراحة. وينصح بالوقاية لدى الأشخاص الذين يعانون من الصداع الذي يستمر لأكثر من يومين في الاسبوع والأشخاص الذين لا يتحملون الادوية التي تستعمل لمعالجة النوبات الحادة وأولئك الذين يعانون من نوبات حادة يصعب السيطرة عليها.
إن الهدف من الوقاية هو إنقاص معدل حدوث الصداع النصفي وتخفيف حدة ألمه ومدة حدوثه وزيادة فعالية العلاج المجهض للمرض. وهناك سبب اخر للوقاية من الصداع النصفي وهو تجنب الصداع الناتج عن الاستعمال المفرط للأدوية، وهي مشكلة شائعة قد تؤدي إلى صداع يومي مزمن.

### الادوية
تعد الأدوية التي تقي من الصداع النصفي فعالة إذا قللت من تواتر وشدة نوبات الصداع النصفي بنسبة لا تقل عن 50%. وتعد الارشادات الخاصة بتقييم فعاليتها متطابقة إلى حد ما، حيث أن كلا من توبيرامات وديفالوبروكس أو فالبروات الصوديوم وبروبرانولول وميتوبرولول تمتلك أعلى معدلات الأدلة التي تشير إلى إمكانية استعمالها كخيارات أولى للعلاج. غير أن التوصيات تختلف في فعالية غابابنتين. كما يعد تيمولول فعالا كذلك للوقاية من الصداع النصفي وللتقليل من وتيرة وحدة نوباته، في حين يعد فروفاتريبتان فعالا للوقاية من الصداع النصفي الذي يصاحب الطمث.
ومن المحتمل أن يكون كل من أميتربتيلين وفنلافاكسين فعالين أيضا. كما أن تثبيط الأنجيوتنسين بواسطة ضاد مستقبلات أنجيوتنسين II أو مثبط الإنزيم المحول للأنجيوتنسين قد يقلل من حدوث النوبات. وقد تم اكتشاف فائدة بوتوكس في حالات الصداع المزمن غير أنه غير مفيد في حالات الصداع الذي يحدث على شكل نوبات.

### علاجات بديلة

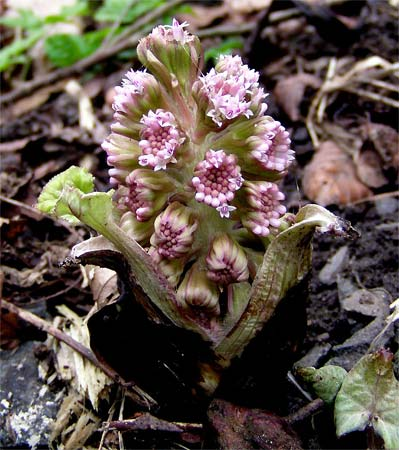
ثبتت فعالية خلاصة جذور بيتازيتس هجين (بوتربور أو عشبة الزبدة الشائكة) في علاج الصداع النصفي

قد يكون الوخز بالإبر فعالا في علاج الصداع النصفي، لكن الوخز الحقيقي لا يعد فعالا أكثر من الوخز الزائف، حيث يتم الوخز في أماكن عشوائية. غير أن لكليهما (الحقيقي والزائف) فعّالية أكبر من العلاج الاعتيادي، ويسببان تأثيرات جانبية أقل من تلك التي يسببها العلاج الوقائي بالأدوية. قد تكون المعالجة اليدوية والفيزياوية والتدليك والاسترخاء فعالة بنفس قدر بروبرانولول أو توبيرامات للوقاية من صداع الشقيقة غير أن البحوث الخاصة بهذا المجال تفتقر للمنهجية.
ولم تثبت فعالية المغنزيوم ومرافق الإنزيم Q10 ورايبوفلافين وفيتامين بي 12 في الوقاية من الصداع النصفي. وكذا الأدلة التي تدعم استخدام المعالجة النخاعية فهي فقيرة وغير كافية.
ومن العلاجات البديلة، نجد أن الأدلة تدعم فعالية نبات بوتربور (أو عشبة الزبدة الشائكة).

### الأجهزة والجراحة

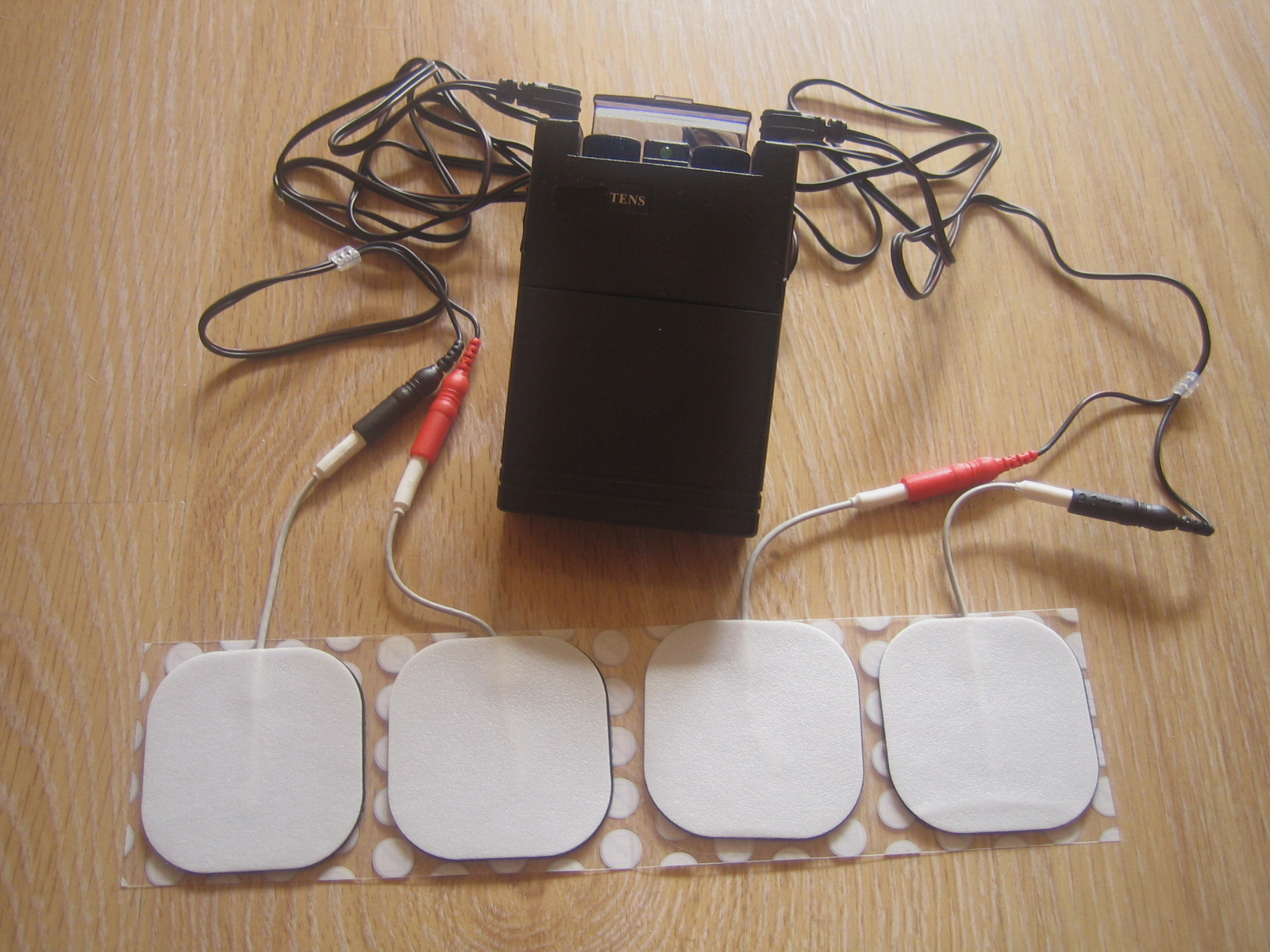
جهاز التحفيز الكهربائي للعصب عبر الجلد.

إن الوسائل الطبية مثل الارتجاع البيولوجي والمنباه العصبي هي وسائل مفيدة للوقاية من الصداع النصفي، خاصة في الحالات التي يمنع فيها استعمال الأدوية الشائعة المضادة للصداع النصفي أو في حالات الاستعمال المفرط للأدوية. يساعد الارتجاع البيولوجي الاشخاص على أن يتعرفوا على بعض المؤشرات الفيزيولوجية وذلك ليتمكنوا من التحكم بها وعلى محاولة الاسترخاء، وقد تكون هذه الطريقة فعّالة لعلاج الصداع النصفي.
تستعمل طريقة التنبيه العصبي بواسطة المنباه العصبي القابل للزرع الذي يشبه الناظمة القلبية، ويلجأ إلى هذه الطريقة لعلاج الصداع النصفي المعند المزمن، وقد جاءت نتائج الحالات العسرة التي استعمل فيها هذا الجهاز مشجعة.
وقد حصل جهاز التحفيز الكهربائي للعصب عبر الجلد موافقة الاستخدام في الولايات المتحدة للوقاية من الصداع النصفي.
أما جراحة الشقيقة، التي تنطوي على إزالة الضغط عن بعض الأعصاب في منطقة الرأس والعنق، فقد تكون الخيار العلاجي لدى بعض الأشخاص الذين لا يتحسنون باستخدام الأدوية.

## المعالجة
هناك ثلاثة جوانب أساسية للعلاج: تجنب المثيرات والتحكم بالأعراض الحادة والوقاية الدوائية. وتكون الأدوية فعالة أكثر إذا استعملت في بداية نوبة الصداع النصفي. إن الاستعمال الدائم للإدوية قد يؤدي إلى الصداع الناتج عن الاستعمال المفرط للأدوية والذي يكون فيه الصداع أكثر حدة وأكثر تواترا، وقد يحدث هذا مع التريبتانات وإرغوتامين والمسكنات وخاصة المسكنات الناركوتية.

### المسكنات
ينصح باستعمال المسكنات البسيطة لدى الاشخاص الذين تكون اعراض الصداع النصفي لديهم من خفيفة إلى متوسطة مثل مضادات الالتهاب غير الستيرويدية أو خليط باراسيتامول والأسبرين والكافيين. وقد أثببت فعالية بعض مضادات الالتهاب غير الستيرويدية. كما يعد الإيبوبروفين فعالا لعلاج الآلام لدى أكثر من نصف الناس. كما أثبتت فعّالية ديكلوفيناك.
ويمكن للأسبيرين أن يعالج آلام الصداع النصفي المتوسطة إلى الحادة وفعاليته شبيهة بفعالية سوماتريبتان. أما كيتورولاك فهو متوفر على شكل حقن وريدية. ويعد الباراسيتامول (المعروف كذلك بالأسيتامينوفين) سواء وحده أو مخلوطا مع ميتوكلوبراميد علاجا آخر ذو فعالية، كما أن آثاره السلبية قليلة. وخلال المراحل الأولى من الحمل يمكن تناول الأسيتامينوفين والميتوكلوبراميد فهي آمنة مثلها مثل مضادات الالتهاب غير الستيرويدية وذلك حتى الأثلوث الأخير من الحمل.

### التريبتانات
إن أدوية مجموعة التريبتانات مثل سوماتريبتان فعالة ضد الآلام والغثيان لدى حتى 75% من الناس. وهي العلاج الرئيسي الذي يوصى به للأشخاص الذين يعانون من آلام متوسطة إلى شديدة أو لدى الأشخاص الذين يعانون من أعراض خفيفة لا تتجاوب مع المسكنات العادية. وهي متوفرة بعدة أشكال بما في ذلك عن طريق الفم وعلى شكل حقن وبخاخات أنفية وأقراص تذوب في الفم. وبصفة عامة فإنه يبدو بأن أدوية مجموعة التريبتان تتمتع بنفس درجة الفعالية ونفس التأثيرات الجانبية غير أن الاشخاص قد يستجيبون بشكل أفضل لأنواع معينة. معظم الآثار الجانبية لهذه الأدوية خفيفة مثل احمرار الوجه، غير أنه تم تسجيل حدوث بعض حالات مرض القلب التاجي. وعليه فلا يوصى باستعمالها من قبل الاشخاص الذين يعانون من مرض قلبي وعائي، أو المصابين بالسكتة، أو المصابين بمشاكل عصبية.
رغم أنه لم يوصى بها في الماضي لعلاج حالات الشقيقة الأساسية، ولكن لا يوجد أي دليل يشير إلى ضرر استعمالها ويدعم هذا التحفظ. وهي لا تسبب الإدمان غير إنها قد تتسبب في الصداع الناتج عن الإفراط في استعمال الأدوية وذلك إذا استعملت لأكثر من 10 أيام في الشهر.

### الارغوتامين
إن الإرغوتامين والثنائي هيدروإرغوتامين هي أدوية قديمة ما تزال توصف لعلاج الصداع النصفي، ويستعمل الأخير على شكل بخاخ أنفي وحقن. وهذه الأدوية بنفس فعالية التريبتان، وبثمن أقل، كما أن آثارها السلبية تكون عادة حميدة، وهي تبدو أنجع خيار علاجي في أكثر الحالات صعوبة كما لدى الأشخاص الذين يعانون من الحالة الشقيقية.

### أدوية أخرى
من الخيارات الأخرى المحتملة ميتوكلوبراميد في الوريد أو ليدوكائين عن طريق الأنف. ميتوكلوبراميد هو العلاج الموصى به لأولئك الذين يتجهون إلى قسم الطوارئ. عند إضافة جرعة واحدة في الوريد من ديكساميثازون إلى العلاج الأساسي لنوبة الصداع النصفي، فإنها تترافق بانخفاض متوقع نسبته 26٪ في تكرار الصداع خلال الساعات الاثنين والسبعين التالية. المعالجة الشوكية لعلاج الصداع النصفي المستمر غير مثبتة الفعالية بالأدلة. وينصح بعدم استخدام المسكنات الأفيونية والباربيتورات بسبب الأسئلة المثارة حول فعاليتها وبسبب الخوف من خطر الصداع الارتدادي.

### الأطفال
يساعد الإيبوبروفين في الحد من الشعور بالألم لدى الأطفال الذين يعانوا من الصداع النصفي وهو العلاج الموصى به في البداية٬  في حين أن الباراسيتامول ليس فعالاً في تخفيف الآلام. تعتبر أدوية التريبتان فعالة في علاج الصداع النصفي، على الرغم من وجود احتمالية تسببها في حدوث بعض الآثار الجانبية البسيطة مثل: اضطرابات التذوق أو الدوار أو التعب أو انخفاض مستوى الطاقة أو الغثيان أو القيء. عند تناول الأدوية يجب مراعاة ألا يتعدى استخدام الإيبوبروفين لأكثر من خمسة عشر يوماً (نصف أيام الشهر) وأدوية التريبتان يجب أن تكون أقل من ثلث الأيام في الشهر٬ هذا لتقليل خطر الإصابة بالصداع الناجم عن الإفراط في تناول الأدوية.

### الصداع النصفي المزمن
أثبتت الأدوية التي تحتوي على توبيراميت وتوكسين البوتولينوم (البوتوكس) بأنها قادرة على علاج الصداع النصفي المزمن٬  حيث وجد الأطباء أن توكسين البوتولينوم مفيد للأشخاص المصابين بالصداع النصفي المزمن ولكنه غير مؤثر في حالات الصداع العرضي. كما ذكرت إحدى الدراسات أن استخدام الأدوية التي تحتوي على تركيب إرنوماب الكيميائي يساعد في تقليل الصداع النصفي المزمن بنسبة 2,4 يومًا أكثر من استخدام العلاج الوهمي.

## توقعات سير المرض
يختلف إنذار المصابين بالصداع النصفي على المدى الطويل. يشكو معظم المصابين بالصداع النصفي من فترات غير منتجة بسبب المرض، ولكن الحالة عادة حميدة نسبيا ولا ترتبط بارتفاع احتمال الوفاة.
هناك أربعة أنماط رئيسية للمرض:
- الأعراض التي تختفي تماما
- الأعراض التي يمكن أن تستمر ولكنها تصبح أقل شدة بالتدريج مع مرور الوقت
- الأعراض التي تستمر بنفس التواتر والشدة
- النوبات التي تزداد شدتها وتواترها[13]

يبدو أن الصداع النصفي المترافق مع الأورة يشكل أحد عوامل الخطورة للإصابة بالسكتة الدماغية حيث إنه يضاعف احتمال حدوثها. وتزداد الخطورة لدى الشابات البالغات اللواتي يستخدمن وسائل منع الحمل الهرمونية والمدخنين ويبدو أيضا أن هناك ارتباط مع تسلخ الشريان الرقبي. ولا يبدو أن الصداع النصفي غير المترافق بالأورة يشكل عاملا مساهما. أما العلاقة مع مشاكل القلب فهي غير أكيدة بوجود دراسة واحدة تدعمه. ولكن بشكل عام، لا يبدو أن الصداع النصفي يسبب زيادة احتمال الوفاة بسبب السكتة الدماغية أو أمراض القلب. وقد يمنع العلاج الوقائي للصداع النصفي لدى المصابين بالصداع النصفي المترافق مع الأورة السكتات الدماغية المرتبطة بها.

## انتشار الصداع النصفي
| بدون بيانات <45 45–65 65–85 85–105 105–125 125–145 | 145–165 165–185 185–205 205–225 225–245 >245 |

معدل السنة الحياتية للإعاقة للمصابين بالصداع النصفي 100,000 لكل مواطن في 2004
بدون بيانات
<45
45–65
65–85
85–105
105–125
125–145
145–165
165–185
185–205
205–225
225–245
>245

يؤثر الصداع النصفي على أكثر من 10٪ من الناس في جميع أنحاء العالم. في الولايات المتحدة، يصاب سنويًا حوالي 6٪ من الرجال و18٪ من النساء بالصداع النصفي، أما إمكانية الإصابة به مدى الحياة فهي حوالي 18٪ و43٪ على التوالي. في أوروبا، يصيب الصداع النصفي 12-28٪ من الناس في مرحلة ما من حياتهم، ويحتمل إصابة حوالي 6-15٪ من الرجال البالغين و14-35٪ من النساء البالغات مرة واحدة سنويًا على الأقل. تنخفض معدلات الإصابة بالصداع النصفي قليلا في آسيا وأفريقيا عما هي عليه في البلدان الغربية. ويحدث الصداع النصفي المزمن لدى حوالي 1.4 إلى 2.2٪ من السكان.
تختلف هذه الأرقام بشكل كبير مع التقدم في السن، تبدأ أكثر حالات الصداع النصفي ما بين 15 و24 سنة من العمر وتحدث أكثر حالاته تواترا في الفترة العمرية الممتدة بين 35 إلى 45 سنة من العمر. في الأطفال، يصاب بالصداع النصفي حوالي 1.7٪ من الذين تبلغ أعمارهم 7 سنوات و3.9٪ من الذين يتراوح عمرهم بين 7 و15 سنة، وتكون الإصابة أكثر شيوعا بقليل بين الأولاد قبل البلوغ، أما خلال فترة المراهقة فيصبح الصداع النصفي أكثر شيوعا بين الإناث، ويستمر كذلك لبقية العمر، بحيث يصيب الإناث المسنات مرتين أكثر من إصابته للذكور المسنين. ويحدث الصداع النصفي غير المترافق بالأورة أكثر شيوعا من الصداع النصفي المترافق بالأورة لدى النساء، أما عند الرجال فيحدث هذان النوعان بنفس المعدل.
خلال فترة ما حول الإياس كثيرًا ما تسوء الأعراض قبل أن تتراجع شدتها. تختفي الأعراض لدى حوالي ثلثي كبار السن، لكنها تستمر لدى 3 و10٪ منهم.

## تاريخ الصداع النصفي

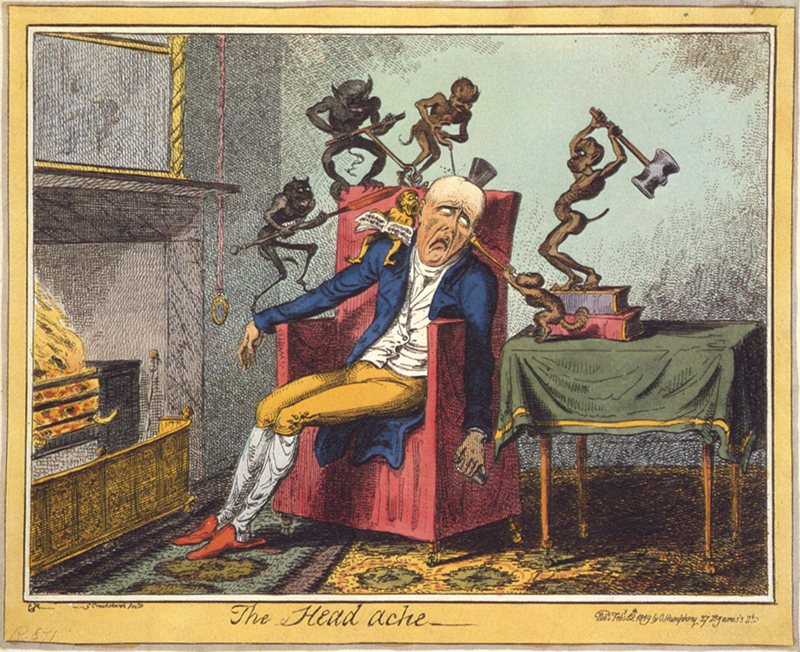
ألم الرأس، لجورج كروكشانك (1819)

ورد وصف مبكر يتفق مع الصداع النصفي في بردية إبيرس، كتبت حوالي عام 1200 قبل الميلاد في مصر القديمة. وفي عام 200 قبل الميلاد، وصفت كتابات مدرسة أبقراط للطب الأورة البصرية التي يمكن أن تسبق الصداع وحدوث ارتياح جزئي بعد القيء.

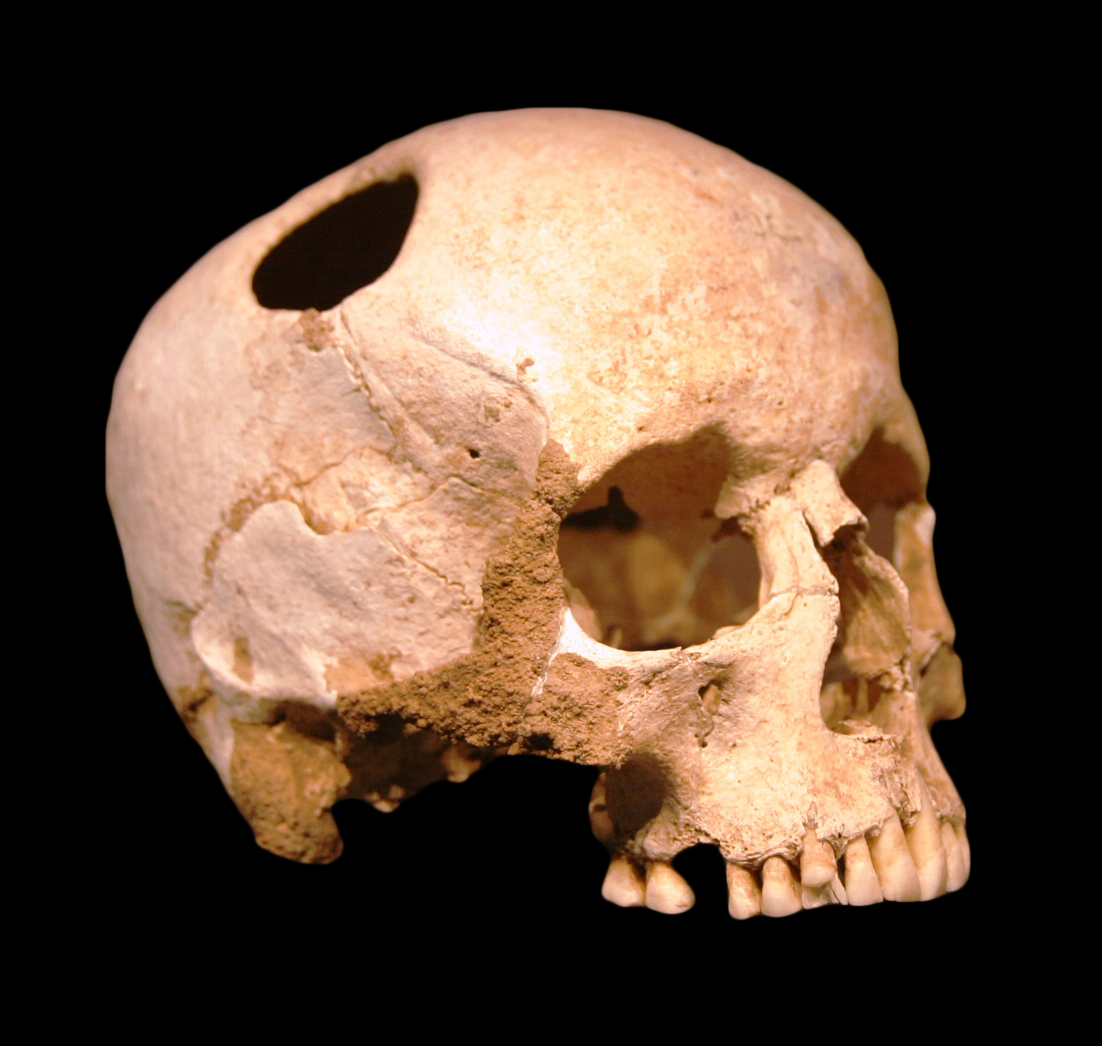
جمجمة منقوبة من العصر الحجري الحديث. محيط النقب مستدير بفعل نمو نسيج عظمي، مما يدل على نجاة الشخص وبقائه حيا بعد العملية.

وفي القرن الثاني الميلادي، قسم أريتايوس القبادوقي الصداع إلى 3 أنواع هي:
- سيفالالجيا (cephalalgia)
- سيفاليا (cephalea)
- هيتيروكرانيا (heterocrania)، وتعني الجمجمة المتغيرة أو المختلفة.

أما جالينوس فاستخدم مصطلح «نصف الرأس» والذي استخدم لاحقا لاشتقاق اسم المرض في عدة لغات، وافترض أيضا أن الألم ينشأ من السحايا والأوعية الدموية في الرأس.
وفي عام في عام 1887، قسم الكاتب الفرنسي لويس ياسينت توماس (Louis Hyacinthe Thomas) الصداع النصفي إلى نوعين، وما يزال هذا التقسيم مستخدما حتى الآن، وهما - الصداع النصفي مع الأورة (migraine ophthalmique) والصداع النصفي بدون الأورة (migraine vulgaire).
وكان نقب الجمجمة، وهو حفر ثقوب في الجمجمة، يمارس كعلاج منذ زمن بعيد يصل إلى حوالي 7000 سنة ق.م. رغم نجاة بعض الناس أحيانا بعد هذه الممارسة، إلا أن الكثير منهم لقوا حتفهم بسببه نظرا لحدوث العدوى. وكان يعتقد أنه ينفع عن طريق «السماح بهروب الأرواح الشريرة». وقد أوصى ويليام هارفي بالنقب علاجا للصداع النصفي في القرن السابع عشر.
رغم إجراء محاولات عديدة لعلاج الصداع النصفي، إلا إن التوصل إلى استعمال مادة ثبتت فعاليتها لم يتحقق قبل عام 1868. هذه المادة كانت فطر الإرغوت الذي استخلص منه الإرغوتامين في عام 1918. وقد طوَر ميثيسيرجيد عام 1959، وأول أدوية التريبتان (سوماتريبتان) عام 1988. وفي القرن العشرين وبوجود دراسات أفضل تم التوصل إلى طرق وقائية فعالة ومثبتة.

## المجتمع والثقافة السائدة
يعد الصداع النصفي مصدرا رئيسيا للتكاليف الطبية وضياع الإنتاجية. تشير التقديرات إلى أنه الاضطراب العصبي الأكثر كلفة موجود في المجتمع الأوروبي، حيث تكلف أكثر من 27 مليار يورو سنويا، وتقدر التكاليف المباشرة في الولايات المتحدة بحوالي 17 مليار دولار تقريبا، ويرجع ما يقرب من عشر هذه التكلفة إلى تكلفة أدوية التريبتان. وتبلغ التكاليف غير المباشرة حوالي 15 مليار دولار أمريكي، يشكل الغياب عن العمل أبرزها، وتنخفض إنتاجية الذين يتوجهون إلى أعمالهم وهم مصابون بالصداع النصفي بنسبة الثلث تقريبا، وكثيرًا ما تحدث التأثيرات السلبية أيضا لأفراد أسرة الشخص المصاب.

## الأبحاث
وجد أن الببتيدات المرتبطة بجين الكالسيتونين (CGRPs) تلعب دورا في التسبب بالألم الذي يصاحب الصداع النصفي. لذلك اختبرت ضادات مستقبلات الببتيد المرتبط بجين الكالسيتونين، مثل أولسيجيبانت وتلكاجيبانت، في كل من في المختبر وفي الدراسات السريرية لعلاج الصداع النصفي. في عام 2011، أوقفت شركة ميرك المرحلة الثالثة من التجارب السريرية على الدواء التجريبي تلكاجيبانت. ويبدو أن التحفيز المغناطيسي عبر الجمجمة طريقة واعدة أيضا بسبب تحفيز عصب فوق الحجاج عبر الجلد.

## أنظر أيضا
- دوار الأطفال الانتيابي الحميد